# نورمان ماكلين
نورمان ماكلين (بالإنجليزية: Norman Maclean)‏ (23 ديسمبر 1902، كلاريندا في الولايات المتحدة - 2 أغسطس 1990، شيكاغو في الولايات المتحدة)؛ صحفي، كاتب، أستاذ جامعي وروائي أمريكي.

## روابط خارجية
- نورمان ماكلين على موقع IMDb (الإنجليزية)
- نورمان ماكلين على موقع قاعدة بيانات الفيلم (الإنجليزية)